# Bandera de Derechos Humanos

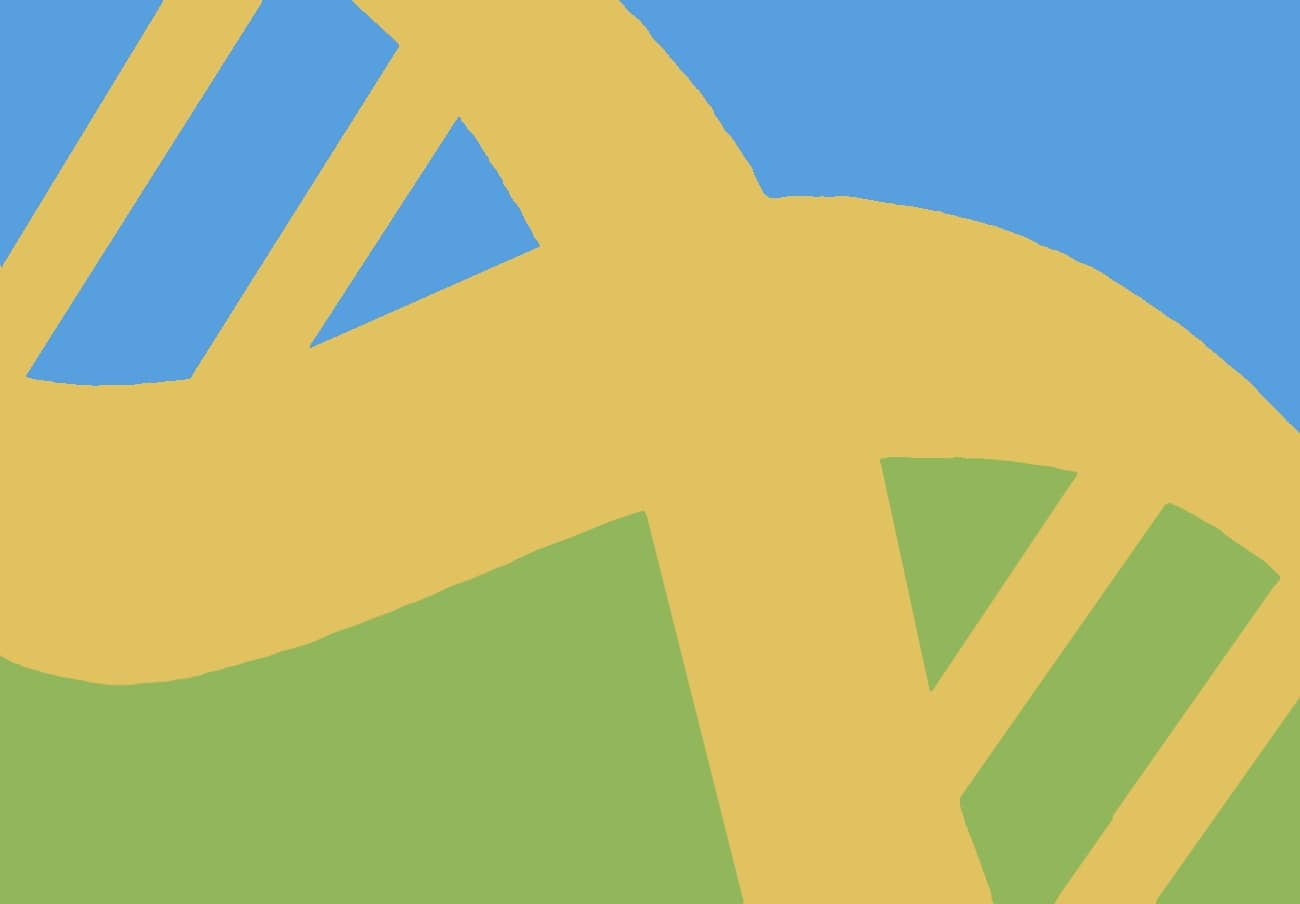
La Bandera de Derechos Humanos

La Bandera de Derechos Humanos es una bandera usada en los Países Bajos como símbolo de equivalencia de todos los seres humanos en el mundo, y anima a los seres humanos a respetar y apoyar los derechos humanos. El propósito de la bandera es crear conciencia en el mundo entero sobre la importancia de los derechos humanos y unir los esfuerzos de las personas en la lucha por la igualdad y respeto por los derechos humanos. La bandera ha sido lanzada oficialmente el 10 de diciembre del 2020.

## Iniciativa
La Bandera de los Derechos Humanos es una iniciativa Holandesa y fue lanzada por las disposiciones holandesas contra la discriminación, unidas en Discriminatie.nl. La bandera fue inventada por Tûmba, el centro de conocimiento sobre discriminación y diversidad en Leeuwarden.

## Diseño
La bandera es diseñada por el diseñador Menno de Boer de Leeuwarden. El punto de partida del diseño fue el pensamiento que hay muchas cosas que conectan a los seres humanos, como compartir la tierra, el aire y un lugar bajo el sol, y todos tenemos el mismo ADN, independientemente de nuestras diferencias externas. El diseñador ha traducido esta idea en el diseño de la bandera, tomando la forma de una hebra de ADN como punto de partida en combinación con los colores de la tierra (verde), el aire (azul) y el sol (amarillo). La bandera enfatiza lo que los seres humanos tenemos en común. 

## Uso de la bandera
Los municipios y embajadas en los Países Bajos izan la bandera de los Derechos Humanos el 10 de diciembre. El Día de los Derechos Humanos se celebra anualmente en este día, en conmemoración de la Declaración Universal de los Derechos Humanos que fue adoptada por las Naciones Unidas ese día en 1948.
La bandera también se iza el 21 de marzo, Día Internacional contra el Racismo y la Discriminación, y en la conmemoración del pasado esclavista.